# 増岡隆士
増岡 隆士（ますおか たかし） は、日本の機械工学者。工学博士。九州大学名誉教授。元日本伝熱学会副会長。

## 人物・経歴
1960年九州工業大学工学部卒業。1969年東京大学大学院工学系研究科修了、工学博士、九州工業大学講師。1970年九州工業大学助教授。1982年九州工業大学教授。1989年日本機械学会評議員。1998年九州大学教授。2004年日本伝熱学会副会長。2005年九州大学名誉教授。多孔質層における熱工学研究を行い、功績が顕著だとして同年に日本機械学会熱工学部門功績賞（研究功績賞）を受賞した。2006年北九州市立大学特任教授。

## 受賞歴
- 1964年 日本機械学会畠山賞[1]
- 1995年 日本熱物性学会賞熱物性賞[4]
- 1997年 日本機械学会賞（論文）[1]
- 1999年 アメリカ機械学会・日本機械学会 Thermal Engineering Joint Conference Award[1]
- 2005年 日本機械学会熱工学部門功績賞（研究功績賞）[1]
- 2010年 日本機械学会熱工学部門功績賞（永年功績賞）[1]
- 2022年 瑞宝中綬章[5][6]